# Shiraz (film)
Pour les articles homonymes, voir Shiraz.
Pour plus de détails, voir Fiche technique et Distribution.
Shiraz est un film germano-britannico-indien réalisé par Franz Osten, sorti en 1928. Il s'agit du second volet d'un triptyque d'Himanshu Rai qui débute par Prem Sanyas (1925) et se termine par Prapancha Pash (1929). Les trois films évoquent des thèmes indiens et en particulier les religions de ce pays. Le premier rappelle le bouddhisme en racontant les origines de Gautama Buddha. Le dernier fait référence à l'hindouisme en proposant une variation autour du thème de la partie de dés qui oppose les Pandava aux Kaurava dans le Mahābhārata. Shiraz quant à lui plonge ses racines dans l'Inde musulmane de l'empire moghol.
Réalisé dans un style orientaliste, Shiraz raconte les événements qui ont mené à la construction du Taj Mahal. Comme Shahjahan (1924) ou Mumtaz Mahal (1926) avant lui, et Shahjehan (1946) ou Taj Mahal (1963) après lui, Shiraz s'éloigne de la réalité historique au profit d'un conte imaginaire.

## Synopsis
Au XVIIe siècle en Inde, une caravane acheminant la très jeune princesse Arjumand est attaquée par une horde de bandits. Ceux qui ne sont pas capturés sont tués. La petite fille échappe par miracle à la razzia mais se retrouve seule à errer dans le désert. Un potier qui passe par là en rentrant à son village la recueille. Ignorant qu'elle est de sang royal, il l'adopte et la nomme Selima. Elle devient la camarade de jeu de son fils Shiraz. Les deux enfants qui ont à peu près le même âge grandissent ensemble et peu à peu, leur amitié juvénile se meut en amour.
Un jour, alors que Shiraz (Himanshu Rai) et Selima (Enakshi Rama Rao) sont ensemble à l'écart du village, des chasseurs d'esclave surgissent et enlèvent la jeune femme pour la vendre aux enchères. Fou de douleur, Shiraz tente de la racheter. Mais ne pouvant surenchérir, il doit se résoudre à la laisser acquérir par Kasim (Profulla Kumar), le nazir du prince Khurram (Charu Roy) qui emmène la jeune femme pour le compte de son maître. La fierté tout autant que la beauté de Selima impressionnent le prince qui l'installe dans son harem. Shiraz ne peut entrer au palais, alors il vagabonde sous ses hauts murs dans l'espoir d'apercevoir sa bien-aimée.
Le prince est attiré par Selima et lui fait une cour assidue. Elle résiste mais avec le temps, elle finit par rendre les armes. Cela déplaît à l'ambitieuse Dalia (Seeta Devi) qui rêve d'épouser le prince. Elle avait repéré l'inconsolable Shiraz qui rôdait depuis si longtemps à l'extérieur du palais. Dalia falsifie un laissez-passer et le fait porter à Shiraz par sa servante (Maya Devi) un jour où le prince est parti pour Delhi. Dans le même temps, elle fait porter un message au prince pour qu'il revienne d'urgence au palais.
Muni du précieux laissez-passer, Shiraz s'introduit dans le harem et retrouve Selima. Celle-ci, maintenant amoureuse du prince, ne veut pas le suivre. Shiraz a le cœur brisé. Le prince arrive au harem à ce moment-là et les surprend. Shiraz est arrêté sur le champ. Le prince le somme de dénoncer celle qui lui a donné le laissez-passer. S'il refuse, il sera condamné à mourir écrasé sous la patte d'un éléphant...

## Fiche technique
- Titre : Shiraz
- Titre original en anglais : Shiraz - A Romance of India by Niranjan Pal
- Titre original en allemand : Das Grabmal einer großen Liebe
- Réalisation : Franz Osten
- Assistant réalisateur : Victor A. Peers
- Scénario : W.A. Burton d'après la pièce éponyme de Niranjan Pal[3]
- Photographie : Emil Schünemann et Henry Harris
- Décors : Promode Rai et Lala Brigmohonlal
- Production : British Instructional Films, UFA et Himansu Rai Film
- Musique : Arthur Guttmann (partition créée pour la sortie allemande)[4]
- Format : Noir et blanc - Muet
- Genre : Film dramatique
- Durée : 97 minutes
- Dates de sortie :
  - Royaume-Uni : décembre 1928[5]
  - République de Weimar : 20 décembre 1928 (Première au Ufa-Palast am Zoo à Berlin)
  - Inde britannique : 16 mars 1929 à Bombay[6]
  - États-Unis : 18 mars 1929

## Distribution
- Himanshu Rai : Shiraz
- Charu Roy : Prince Khurram / Empereur Shâh Jahân
- Enakshi Rama Rao : Selima / Impératrice Mumtaz Mahal
- Seeta Devi : Dalia
- Maya Devi : Kulsam
- Profulla Kumar : Kasim

## Production
Himanshu Rai n'est pas parvenu à obtenir le soutien financier qu'il espérait en Inde. Il a donc coproduit son film avec sa propre société Himansu Film, crée pour l'occasion, ainsi qu'avec la UFA allemande et l'anglaise British Instruction Films. L'équipe technique, dont le réalisateur Franz Osten, est européenne mais les acteurs de même que la pièce qui a servi de base au scénario sont indiens. Himanshu Rai visait les publics occidentaux alors avides de drames orientaux particulièrement en Allemagne, tout autant que le public indien. Le fait d'employer des acteurs indiens ambitionnait un "orientalisme authentique" par opposition aux films orientalistes européens de l'époque.
Shiraz a été réalisé intégralement en Inde, en particulier à Agra, Bombay, New Delhi, Jaipur, sur l'ile d'Elephanta et à Kolhapur au Maharashtra. Sa mise en scène spectaculaire a nécessité l'utilisation de milliers de figurants, 300 dromadaires et 7 éléphants. Le climat et la poussière ont posé d'immenses problèmes techniques pour ce film tourné en décors naturels. De grandes quantités de glace ont été nécessaires pour maintenir la pellicule à basse température.
Dans un souci d'authenticité, Franz Osten n'a pas utilisé d'éclairage artificiel. Pour cette raison, la plupart des plans ont été tournés en extérieur.

## Accueil
L'accueil critique est favorable. Ainsi The New York Times écrit par exemple en 1929 : « La beauté de ce film est fascinante. Même dans les passages nonchalants, la magnifique architecture de Jaipur est un régal pour les yeux et on peut s'instruire des coutumes hindoues des temps anciens ». La critique indienne n'est pas en reste. Ainsi The Illustrated Weekly of India le classe comme « Excellent ». Le film est un succès en Europe, aux États-Unis et même en Australie. Mais en Inde, il souffre d'être qualifié d'« étranger » et plus grave encore, de la compétition de deux films « locaux » pourtant nettement moins ambitieux : Loves of a Moghul Prince (1928) réalisé par Charu Roy et surtout Anarkali (1928) et Madhuri (1928) de R.S. Choudhary avec Sulochana dans les rôles titre.

## Versions
Au moins trois versions du film ont été produites : la version originale d'une longueur de 9525 pieds, une version allemande de 8402 pieds et une version américaine d'environ 7980 pieds (80 minutes) qui crédite Victor A. Peers comme co-réalisateur,. Shiraz est préservé par plusieurs cinémathèques dont le British Film Institute et le National Film Archive of India à Pune qui maintient une version de 7778 pieds seulement. La version la plus complète à ce jour a été découverte en Australie en 2006 et est archivée par le National Film & Sound Archive à Canberra.